# 战争迷雾
战争迷雾（Fog of War），在传统意义上是指战争中由于对敌人情报不清楚而无法确认除友军所在以外的大部分地区內的敌人的分布及活动情况。而目前在游戏范围内，尤其是即时战略类游戏中，这个词语出现的频率更高一些也更被多数人所熟悉。

## 從軍事術語到策略遊戲
从最初的即时战略《沙丘魔堡2》开始，战争迷雾的概念开始被引入和正式提出。在沙丘中每一次新开始游戏时，玩家只能观察到自己基地及单位周围极小的范围，而绝大多数地图区域均被黑色遮盖。当他命令单位向黑暗区移动后，经过的区域会被自动打开，地图变得可见，包括该区域的地形/敌人活动情况等等。这一经典模式也被绝大多数后来的即时策略游戏继承。

## 战争迷雾的发展及不同形式

在这个截图中，我们可以看到两种战争迷雾：颜色较浅的部分为已探开区域，颜色较深的部分为单位层迷雾，全黑色部分为地图层迷雾。（游戏来源：《命令与征服：将军 绝命时刻》）

最初出现战争迷雾的沙丘魔堡2中，这些迷雾是一次性的，当玩家移动并探索一次后，绝大多数情况下将不再需要探索即可永久享有该处的情报。
在随后出现的下一个著名即时战略游戏《命令与征服》中，开始引进重复探测的概念，在非剧情模式的单人游戏下，可以设置迷雾是否再生，一旦选项生效，所有探测过的地区，其周边的黑暗区域每过一段时间即会膨胀再次积压掉一部分已探索的区域。同时游戏中也首次出现了反情报的设施，用于产生永久性的迷雾，进入该区域的对手，只要单位离开，几乎立刻就会重新被战争迷雾所遮住。第3个关于战争迷雾的新创意则是通过一些手段来确保永久性全地图全开。
《命令与征服》之后，游戏中的战争迷雾逐渐被普遍分割定义为地图层和单位层两种，地图层所包括的地形，由于很难改变或者根本不可能变化，在单位移开后仍然能保证其情报有效性，而单位层主要指该区域的活动单位之情况，由于不可能确保对方仍然停留，在我方情报源消失（如侦查单位移动开）之后，即会再次被遮盖。对两种层次的迷雾约定俗成，使用不同程度的黑色来区分，地图层的黑色更深，而地图层打开之后，遗留下的单位层迷雾相对更淡。以上这种战争迷雾形式相对更经典和受到普遍采用。
在即时战略的发展中，另外出现了更多关于战争迷雾的变化及设计，比如将不同单位的打开迷雾的能力区分以体现不同价值，将战争迷雾的获得能力与地形结合，站在高处能获得更多视野，低处不能观察高处，一些游戏开始取消地图层迷雾的设计，地形图从一开始就对所有玩家开放，等等。
另外很多回合策略中也吸收了战争迷雾的概念，尤其出现于4X概念体系的作品中。比如文明帝國中需要单位移动才能打开地图，单位站在高处能额外获得多1格的视野（3代），从4X之一元素--探索的角度来说，战争迷雾是4X游戏所必不可少的概念。